# Juan Manuel González Lima
Juan Manuel González Lima, semplicemente noto come Lima (Algeciras, 24 giugno 1944), è un ex calciatore spagnolo, di ruolo centrocampista.

## Carriera
Lima inizia la carriera agonistica nell'Elche, con cui disputa il campionato di Primera División 1965-1966, ottenendo il sesto posto finale.
Nel 1968 si trasferisce in Canada per giocare nel Toronto Falcons con cui partecipa alla prima edizione della NASL, ottenendo il terzo posto della Lakes Division.
Ritornato in patria, scende di categoria per giocare nella Tercera División 1969-1970 con il Real Jaén, ottenendo l'ottavo posto del Gruppo VI.
Successivamente, tra il 1970 ed il 1973, milita, sempre in terza serie, con il Ceuta.
Nella Tercera División 1975-1976 è all'Algeciras, con cui ottiene il quinto posto del Gruppo IV della terza serie spagnola.